# Rete tranviaria di Halle
La rete tranviaria di Halle (Saale) è la rete tranviaria che serve la città tedesca di Halle (Saale).

## Rete
La rete consta di 13 linee:
- 1 Frohe Zukunft ↔ Beesen
- 2 Soltauer Straße ↔ Beesen
- 3 Trotha ↔ Südstadt
- 4 Hauptbahnhof ↔ Kröllwitz (solo nei giorni lavorativi)
- 5 Kröllwitz ↔ Bad Dürrenberg
- 6 Reileck ↔ Südstadt (solo nei giorni lavorativi)
- 7 Kröllwitz ↔ Büschdorf
- 8 Trotha ↔ Elsa-Brändström-Straße
- 9 Hauptbahnhof ↔ Göttinger Bogen (via Glauchaer Platz)
- 10 Hauptbahnhof ↔ Göttinger Bogen (via Marktplatz)
- 11 Göttinger Bogen ↔ Damaschkestraße (solo nei giorni lavorativi)
- 12 Trotha ↔ Damaschkestraße (nei giorni lavorativi limitata alla tratta Trotha ↔ Hauptbahnhof)
- 15 Merseburg/Zentrum ↔ Merseburg/Süd

Vi sono poi due linee notturne:
- 94 Kröllwitz ↔ Betriebshof Freiimfelderstraße
- 95 Trotha ↔ Ammendorf